# Enterobacter kobei
Espèce
Enterobacter kobei est une des espèces du genre de bactéries Enterobacter. Ce sont des bacilles à Gram négatif de la famille des Enterobacteriaceae faisant partie de l'embranchement des Pseudomonadota.

## Historique
La souche type de l'espèce Enterobacter kobei, nommée NIH 1485-79, a été isolée d'un patient diabétique après culture sur gélose Sang. Cette espèce regroupe plusieurs souches d'Enterobacter qui étaient désignées comme le NIH Group 21 au sein du National Institute of Health de Tokyo et qui ressemblaient à Enterobacter cloacae. Décrite en 1996, la nomenclature de cette espèce a été validée l'année suivante.

## Taxonomie

### Étymologie
L'étymologie de cette espèce E. kobei est la suivante : ko’be.i N.L. gen. masc. n. kobei, de Kobe au Japon, où la souche type a été isolée,.

### Phylogénie
L'espèce E. kobei est incluse dans le genre Enterobacter, dans la famille Enterobacteriaceae.

## Description
Enterobacter kobei est une bactérie aérobie à Gram négatif. Cette espèce est formée des bacilles mobiles par l'intermédiaire d'un flagelle péritriche et dont le test oxydase est négatif et le test catalase est positif. Ces bactéries sont capables de fermentation. Les tests biochimiques sont négatifs pour les réactions de Voges-Proskauer, indole et lysine décarboxylase. Le test de l'arginine décarboxylase donne des réactions positives. Les tests ornithine décarboxylase, uréase et utilisation du malonate donnent en général des résultats positifs pour la majorité des souches de cette espèce. Les souches de cette espèce pouvaient être séparées en deux groupes phénotypiques, le premier avec des tests négatifs pour le 5-cetogluconate et positif pour le L-pyrrolidonyl aminopeptidase et l'autre groupe positif pour le 5-cetogluconate et négatif pour le L-pyrrolidonyl aminopeptidase. La composition en bases GC de son ADN est de 52,7 % à 53,6 %.
Les bactéries qui ont été désignées comme NIH Group 21 présentent des pourcentages d'hybridation ADN-ADN de plus de 82 % avec la souche NIH 1485-79 et au moment de la description de cette espèce E. kobei moins de 42 % avec les autres espèces du genre Enterobacter. Ces mêmes analyses ADN-ADN montrent que les bactéries du groupe appelé CDC Enteric Group 69 sont très proches avec près de 62 à 72 % d'hybridation et pourraient être une sous-espèce d'E. kobei.
La souche type de l'espèce E. kobei est la souche NIH 1485-79 qui porte les identifiants ATCC BAA-260, CCUG 49023, CIP 105566, DSM 13645, DSM 27110 et JCM 8580 (Japanese Collection of Microorganisms) dans différentes banques de cultures bactériennes,.

## Habitat
L'espèce E. kobei est une espèce de bactérie fréquemment isolée d'échantillons cliniques humains. Elle a ainsi été isolée d'échantillons sanguins, de crachats, de la gorge et de l'urine. Enterobacter kobei a aussi été isolée sur des aliments.